# Ueda Sóko-rjú

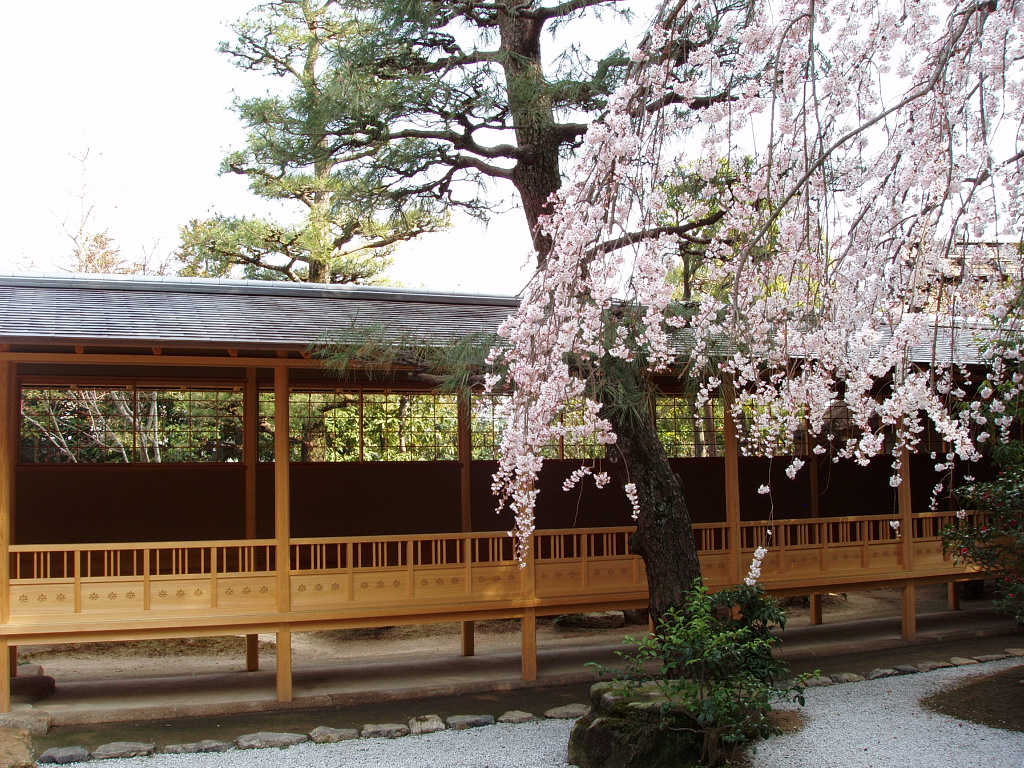
Zahrada Ueda Sóko-rjú v Hirošimě (2008)

Ueda Sóko-rjú (japonsky: 上田宗箇流) je kulturní estetická tradice japonského čajového obřadu (japonsky: čanoju 茶の湯), která má svůj původ v samurajské kastě feudálního Japonska. Tato tradici se běžně nazývá Ueda Sóko-rjú nebo Ueda-rjú (přičemž rjú 流 znamená v japonštině „Tradice“ nebo „Škola“). Zakladatelem, po němž je tato škola pojmenována, je vojevůdce z období Sengoku – Ueda Sóko. Zvyky, etiketa a hodnoty samurajů jsou vetkány do všech aspektů této tradice čanoju. Tradice, která nepřetržitě pokračuje déle než 400 let.

## Ueda Sóko
Ponejprve sloužil Niwa Nagahidemu jako páže, později byl Ueda Sóko vybrán Tojotomi Hidejošim jako jeden z jeho pomocníků a daimjó. Ueda se učil čanoju od Sen no Rikjúa a od Furuta Oribeho předtím, než založil svůj vlastní styl čanoju, hluboce ovlivněný hodnotami a zvyky samurajů z období Sengoku (polovina 15.–počátek 17. století). Od doby Sókoa pokračuje jím založená škola Ueda Sóko-rjú po šestnáct generací v rámci dědického systému iemotů (japonsky: iemoto / 家元 = velmistr). Současným a 16. iemotem je Ueda Sókei.
Ueda Sóko je slavným také jako jeden z hlavních návrhářů zahrad v období Momojama (1568–1600). Navrhl a vybudoval zahrady, které jsou uznávány jako místa s vysokou scénickou krásou. Například zahrada Šukkeien (prefektura Hirošima), přední palácová zahrada hradu v Tokušimě (známá také jako Senšúkaku-teien, prefektura Tokušima), zahrada v Nagojském hradu (Ninomaru-teien, prefektura Aiči) a zahrada ve Wakajamě Nišinomaru-teien a Kokuwadera-teien (prefektura Wakajama).
Když byl po obléhání Ósaky v roce 1619 rozpuštěn klan Tojotomi, byl Ueda Sóko přesídlen do Hirošimy pod nového pána Asano Nagaakira, čímž se z něj stal daimjó panství Geišú (panství Hirošima). Uedovi byla dána v léno západní část prefektury Hirošima s výnosem 17 000 koku rýže (2788 tun) a stal se z něj Karó (japonsky: 家老) – hlavním vazal panství Geišú.

## Historie
V roce 1619 (5. rok období Ganwa) byl, Asano Nagaakira jmenován daimjem domény Geišú. Stal se z něj pán provincie Aki a poloviny provincie Bingo o celkovém výnosu 426 500 koku rýže (toto území odpovídalo dnešní prefektuře Hirošima). Ueda Sókoovi bylo přiděleno léno o výnosu 17 000 koku rýže v západní části prefektury Hirošhima společně s titulem Karó (japonsky: 家老 = hlavní vazal) klanu Asano. Nomura Kjúmu a Nakamura Mototomo se stali Sókoovými služebníky – oběma Sóko věnoval léno a 100 koku rýže. Také jim (a jejich rodům) předal učení o čanoju a roli, které se říkalo „Čadži Azukari“, neboli „Držitelé učení čanoju“. Pod Sókoovým vedením rody Nomura a Nakamura učili a spravovali učení čanoju pro rody Asano a Ueda.
V polovině období Edo narostl počet lidí, kteří praktikovali čanoju. V tomto období čajové tradice „Sen“ přešly jako první na systém „iemoto“ (dědičný systém velmistrů). V období Bunka a Busei (1804–1819) byl zaveden systém klasifikační systém Sóden (japonsky: 相傳), opět nejdříve tradicemi „Sen“. Škola čajového obřadu Ueda Sóko-rjú se rozšířila mimo oblast Geišú a mimo samurajskou kastu. Rozšířila se i mezi městský lid napříč regiony Kansai a Ču-Šikoku. Tento růst zájmu si vyžádal nový stupeň systematizace učení této školy čajového obřadu. Služebníci čajové školy Ueda Sóko-rjú (Nomura Sókjú, Nomura Jokjú a Nakamura Taišin) založili nový systém Sóden (相傳) roku 1839 (10. rok období Tenbó). Tento nový systém Sóden (相傳) dal stylu čajového obřadu Ueda Sóko-rjú novou formu, díky níž se mohlo učení systematicky předávat napříč generacemi. Tento systém také nařizoval, aby se nejvyšší licence „Šin Daisu“ předávala pouze mezi členy rodiny Ueda, ostatní licence pak byly přidělovány z rukou Čadži Azukari. V rukopise zvaném Poznámky od Sókoa (Sóko sama o-kikigaki), se nachází záznam „Sóko obdržel licenci od Oribeho“. Toto poukazuje na fakt, že je škola Ueda Sóko-rjú silně ovlivněna stylem čajového obřadu Furuta Oribeho a že součástí této tradice je „Šin Daisu“ jakožto nejvyšší možná dosažitelná licence.
S příchodem období Meidži byla všechna panství zrušena a všichni čajový mistři sloužící daimjům jednotlivých panství tak přišli o své posty. 12. iemoto Ueda Yasuatsu byl hlavou rodiny v období soumraku Tokugawského šogunátu a začátku nového období Meidži. V roce 1870 (3. rok období Meidži) odstoupil Yasuatsu ze svých světských povinností, stal se buddhistickým mnichem a přijal nové jméno Džóó. Až do své smrti roku 1888 (21. rok období Meidži), zasvětil Džóó svůj život čanoju. Svým způsobem života tak připomněl Ueda Sókoa. Džóó nadále zaměstnával Nakamura Kaidóa a Nomura Ensaie jakožto Čadži Azukari po celé období Meidži. Tyto dva rody sloužili v této roli až do roku 1955 (30. rok období Šówa). Škola čajového obřadu Ueda Sóko-rjú je představitelem čajového obřadu válečníků s kořeny sahajícími až do období Momojama (1568–1600). Vojevůdci tohoto období žili v bezohledné době, kdy hrozba smrti byla nedílnou součástí jejich každodenního života. Čajový obřad období Momojama samurajské kasty je tedy styl, který usiluje o nalezení klidu pro mysl. Tradice čajového obřadu Ueda-rjú je nadále čajovou školou, která má za cíl prostřednictvím praxe objevit své skutečné já prostřednictvím Cesty čaje.

## Charakteristické prvky čajového obřadu Ueda Sóko-rjú
Tradice Ueda Sóko-rjú je:
- škola čajového obřadu (čanoju) samurajské kasty, která je předávána nepřetržitě od období Momojama (přibližně 1573–1603) až do současnosti
- škola, ve které je možno spatřit unikátní estetiku Sókoa Uedy – estetiku, která kombinuje vlivy Rikjúovi snahy o hledání klidu a Oribeho snahy o nalezení krásy v dynamismu (v energičnosti a pohybu), aby tak vytvořila smysl a cit pro krásu, který je důstojný a elegantní
- jediná škola, která obnovila hlavní sídlo iemota (velmistra) v původní dispozici budov samurajské rezidence z období Edo s komplexem čajových místností nesoucí jméno „Wafúdó“ (japonsky: 和風堂) a tradiční přijímací (recepční) budovou šoin (japonsky: 書院). Škola Ueda-rjú také udržuje velké množství historického čajového vybavení, artefaktů a starodávných textů s vysokým významem pro dějiny čanoju
- je školou známou pro svou důstojnou a elegantní krásu čajového obřadu. Toho je dosaženo sloučením pohybů po přímých liniích a odstraněním veškerého nadbytečného pohybu. Tato škola klade důraz na dodržování rovnováhy mezi Jin a Jang, což má obvykle za následek estetiku síly v obřadu prováděným muži a estetiku jemnosti v obřadu prováděném ženami (dle tradice samurajské kultury období Momojama).

Konkrétně výše uvedené body zahrnují:
- obřadné přípravy čaje (temae) pro muže a ženy jsou rozdílné Způsob tradiční úklony mužů a žen je taktéž rozdílný Hedvábná látka sloužící pro očistu (fukusa) je nošena na pravé straně obi (samurajský meč je nošen na levé straně, ta tedy zůstává při čajovém obřadu z respektu k meči volná)
- způsob zacházení s bambusovou naběračkou (hišaku) a očistnou hedvábnou látkou (fukusa) je pro tradici školy Ueda velmi specifický. Např.: Muži zacházejí s bambusovou naběračkou jako kdyby s ní jeli na koni do bitvy, jako kdyby zasouvali a vysouvali meč z pochvy. Vodu s ní nabírají tak, jako kdyby zacházeli s lukem a šípem
- pohyby při obřadné přípravě čaje (teame) jsou založeny na přímých liniích, pohyby jsou taktéž synchronizovány s dechem. Provádění obřadu v harmonii s dechem osvěžuje a omlazuje ducha: je kladen důraz na uvolnění dechu a energie „zevnitř ven“

### Wabi-ča a Buke-ča (čaj válečníků)
Wabi-ča je styl čanoju, který se vyvinul v období Momojama, a který dává přednost obřadní přípravě čaje v místnosti, jež se nazývá koma (místnost o čtyřech a půl tatami a menší), v jejíž temné atmosféře se pro obřad využívá prosté (rustikální) vybavení; toto vše přirozeně vyplývá z důrazu na estetický koncept wabi. Ueda Sóko-rjú je školou čajového obřadu, která si velmi cení hodnot wabi-ča a klade důraz na wabi estetiku. Dalším aspektem Ueda-rjú je to, že pokračuje už od období Momojama jako jedna z unikátních tradic čanoju známá jako buke-ča (japonsky: 武家茶), neboli „čaj válečníků“ – tradice čanoju, která má svůj původ v samurajské kastě. V souladu s tím, jsou tradice čaje válečníků znatelně obohaceny o kulturu a zvyky samurajů. Škola Ueda-rjú má v Japonsku reputaci tradičního zástupce čaje válečníků.

### Popíjení čaje v tradici Ueda Sóko
Ueda Sóko-rjú je tradice čajového obřadu samurajské kasty pocházející z období Momojama (1568–1598) Vojevůdci tohoto období žili v bezohledné době, kdy byl strach ze smrti nedílnou součástí jejich každodenního života. Čajový obřad období Momojama samurajské kasty je tedy styl, který usiluje o nalezení klidu pro mysl a o nalezení síly pro ducha.

### Temae tradice Ueda Sóko-rjú
Temae (obřad přípravy čaje) školy Ueda je často označován za elegantní a krásný. Toto pramení ze dvou příčin:
1. Úkony prováděné v temae jsou vedeny po přímých liniích, všechny nadbytečné pohyby jsou odstraněny. To pomáhá vytvořit čistý, důstojný vzhled, který je pro praktikujícího velmi povzbuzující.
2. Úkony jsou prováděny v souladu s rytmem nádechu a výdechu (např.: čištění čajové metličky (japonsky: časendódži 茶筅湯治), otáčení s čajovou miskou, šlehání čaje). S praxí je možno dosáhnout stavu, kdy je celá temae provedena přirozeně v harmonii s dechem (rytmem nádechu a výdechu). „Neotřesitelný střed rozšiřující se ven“ je základní prvek rozhodného a důrazného jednání, čajový obřad tradice Ueda je založen na tomto prvku. Aby byl praktikující schopen vnést toto do temae, pohybuje se v souladu s energizujícím koloběhem nádechu a výdechu.

Tyto dva aspekty, (1) posilující, čisté pohyby po přímých liniích a (2) síla pohybů prováděných v souladu s nádechy a výdechy, přispívají k důstojnému a krásnému vzhledu temae školy Ueda-rjú.

### Čajové náčiní a tělo
Ideálem školy Ueda-rjú při zacházení s čajovým náčiním (japonsky: čadógu 茶道具) je dosažení jednoty a harmonie mezi tělem a používaným čajovým náčiním. Proto se tedy předměty nepokládají, nebo nepřesouvají pouze rukou. Na místo toho je pro zacházení s předměty důležité, aby vše vycházelo z centrální osy těla. S předměty se zachází tak, že postoj těla je klidný a vyrovnaný, předmět se drží v úrovni (ve výšce) pupku, 3 cm od špiček kolen, s rukama lehce od těla, jako by v podpaždí bylo umístěno vejce. Předměty jsou drženy pevně mezi palcem a prostředníkem, ukazováček a ostatní prsty jsou přidány jen lehce. Předměty se nepokládají pouze pohybem ruky, ale opět za použití celého těla. Oči se soustředí na náčiní, které je v daném momentě používané. Harmonie je docíleno, když se náčiní, tělo, ruce, dech a oči pohybují společně.

## Učitel Ueda Sókoa, Furuta Oribe
Furuta Oribe (japonsky: 古田 織部) (?1544 – 6. července 1615) je v historii hned po své učiteli Sen no Rikjúovi nejvíce oslavovaný mistr japonského čajového obřadu čanoyu. Oproti obchodníkovi Rikjúovi, patřil Furuta Oribe do samurajské kasty a byl vedoucí postavou vývoje čajového obřadu přizpůsobenému kulturním hodnotám samurajské kasty. Tomuto stylu se říká buke-ča (japonsky: 武家茶 = čaj válečníků). Oribemu náležel společenský status daimjó. Než začal sloužit klanu Tokugawa, byl původně vazalem Oda Nobunagy a poté Tojotomi Hidejošiho.
Po smrti Rikjúa se Oribe stal nejdůležitějším čajovým mistrem a učil umění čanoju až do doby druhého šóguna z rodu Tokugawů, Tokugawa Hidetaty. Mezi jeho slavné žáky čajového obřadu patřili i Kobori Enšú, Honami Kóetsu a Ueda Sóko. Oribemu je přisuzován umělecký vliv na stále populární styl keramiky Oribe (jaki). Navrhl také typ kamenné lucerny (japonsky: tóró 燈籠) pro čajové zahradu rodži známý jako Oribe-dóró.
V průběhu série bitev označované jako obléhání Ósaky roku 1615 byla Oribemu a jeho synovi kvůli podezření ze zrady proti rodu Tokugawa nařízena rituální sebevražda seppuku. Po Oribeho rituální sebevraždě byl jeho rod vyvražděn, jeho čajový odkaz však pokračoval v učení Ueda Sókoa, jež byl Oribeho žákem po 24 let. Ueda Sóko, který byl po obléhání Ósaky poslán do vyhnanství na Šikoku, byl po 3 letech vyzván, aby sloužil rodu Asano jako jejich hlavní vazal a čajový mistr Hirošimské domény. Po usídlení v Hirošimě vymezil založil Ueda Sóko nový styl čanoju výrazně ovlivněný stylem, který praktikoval a učil Furuta Oribe.

## Rekonstrukce rodinné rezidence rodu Ueda na hradu v Hirošimě.
V roce 1619 (5. rok období Genwa) přidělil Tokugawský šógunát Asano Nagaakirovi doménu Geišú a Yattsu (náležící do domény Bingo) – panství o celkovém příjmu 126.500 koku rýže. Ueda Sóko přesídlil společně s Asano Nagaakirou. Nagaakira přidělil Sókoovi léno s výnosem 17.000 koku rýže, a to v západní části prefektury Hirošima (původně čítající 10.000 koku rýže). Sóko také obdržel oprávnění vystavět rodinou rezidenci na území Hirošimského hradu. Zde vystavěl přijímací síň šoin (japonsky: 書院) a komplex čajových místností nazvaný „Wafúdó“(和風堂). Tyto budovy obývala a využívala rodina Ueda až do období reformy Meidži, při níž byla samurajská kasta zbavena feudálních rezidencí.
V roce 1871 (4. rok období Meidži) opustila rodina Ueda po 250 letech obývání svůj domov na území Hirošimského hradu. Byla nejdříve přesídlena do jejich druhé rezidence (japonsky: šimojašiki 下屋敷). Na počátku období Šówa se rodina přetěhovala do čtvrti města Hirošima nesoucí název Furue (japonsky: 古江). Roku 1982 (5. rok období Šówa) byl zrekonstruován komplex budov nesoucí název „Wafúdó“(和風堂) s vnější a vnitřní čajovou zahradou (japonsky: učirodži 内露地 a sotorodži 外露地) a s čajovým domkem sukija (japonsky: 数寄屋) nesoucím jméno Enšó (japonsky: 遠鐘), a to podle původního komplexu budov Wafúdó vybudovaného Ueda Sókoem na území Hirošimského hradu. V roce 2008 (20. rok období Heisei), byla dokončena rekonstrukce recepčního sálu šoin (japonsky: 書院屋敷), krytého mostu rókjó (japonsky: 廊橋) propojujícího halu šoin (japonsky: 書院) s Wafúdó, dále místnosti kusari-no-ma (japonsky: 鎖之間 = formální čajová místnost se závěsnou konvicí) a tsugi-no-ma (japonsky: 次之間 = přilehlá přijímací místnost) ve Wafúdó.
Dokončením těchto prací byla rezidence rodiny Ueda znovu postavena na území současného sídla školy Ueda Sóko-rjú, a to 137 let po ztrátě jejich původního sídla při reformaci Meidži. V roce 1945 byla centrální část města Hirošima byla zdevastována atomovým bombardováním. Díky tomu že rodina sídlí ve čtvrti Furue (západní části města Hirošima), přežilo rodinné dědictví (historická umělecká díla a literatura) klanu Ueda tuto katastrofu. Právě to, že záznamy a literatura klanu zůstaly nepoškozeny, umožnilo opětovné vybudování rezidence rodiny Ueda. Původní Sókoovi kamenné nádoby pro rituální očistu (japonsky: čozubači 手水鉢), zahradní kamenné lucerny (japonsky: tóró 燈籠) a zahradní kameny (japonsky: jaku-iši 役石) byly v rodině Ueda předávány po generace. Tyto kamenné prvky se nachází v zahradách Wafúdó. Propojují tak současné Wafúdó s jeho původním předchůdcem.